# 望京
39°59′32″N 116°28′17″E / 39.9922°N 116.4714°E

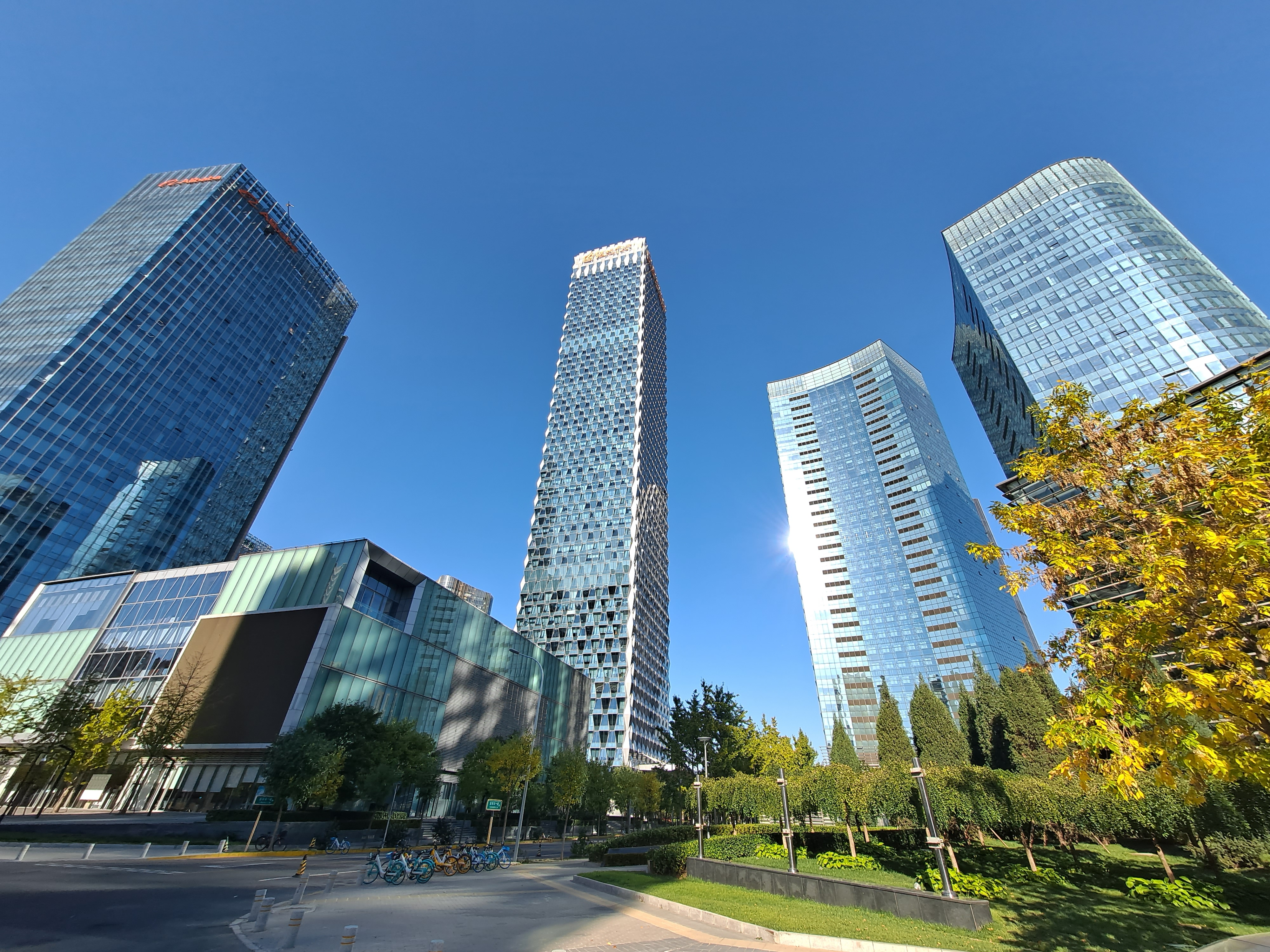
望京的写字楼

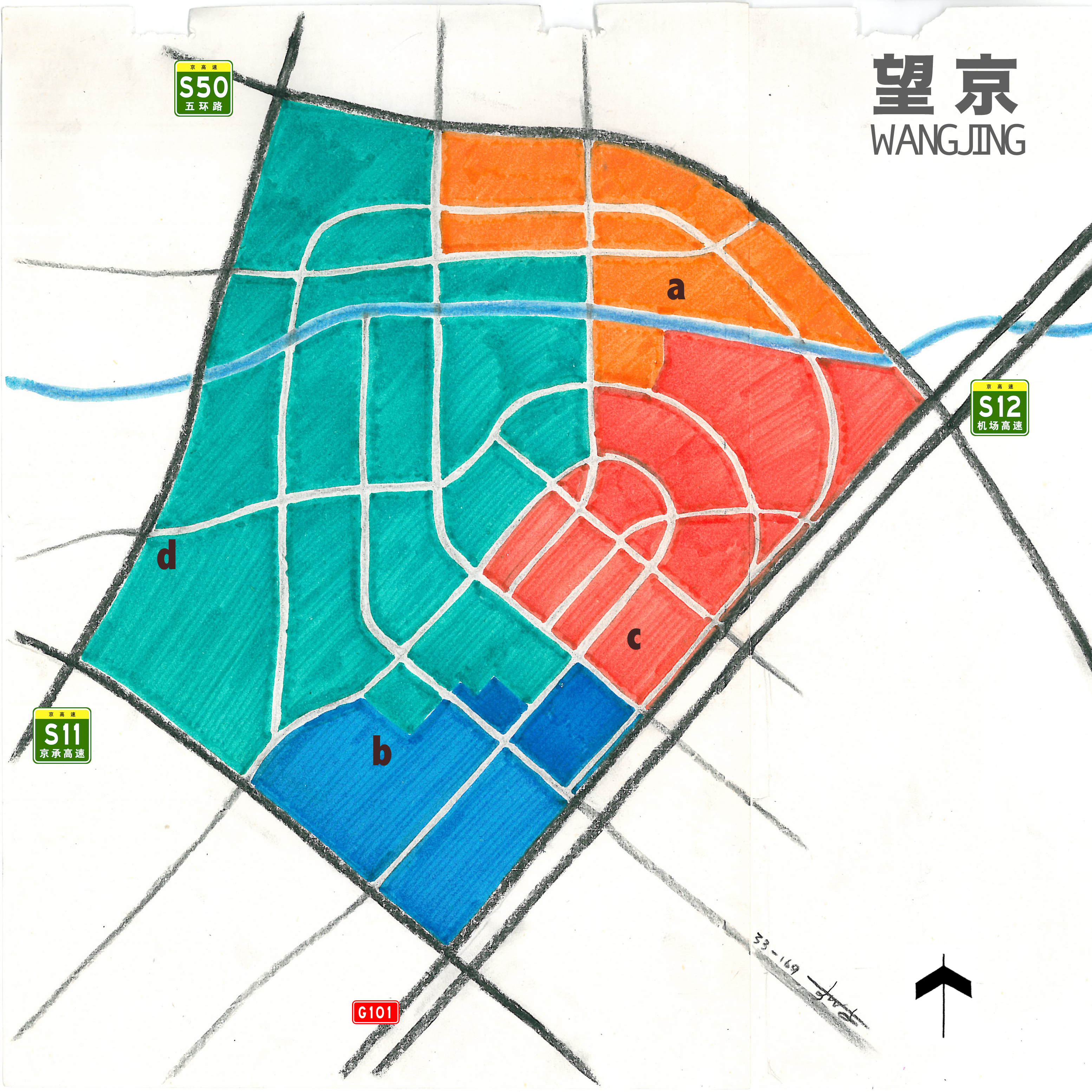
望京示意图
a.摩托罗拉大厦
b.中央美术学院
c.国际竹藤组织
d.望京西交通枢纽

望京是北京中心城东北部相对独立、自成一体的综合性新城区，隶属北京市朝阳区管辖，面积为17.8平方公里，常住人口近30万。望京近年正在发展成为外向型国际居住区和在京世界500强高集聚的地区，是具有战略意义的国际商务及科研开发基地。

## 地理

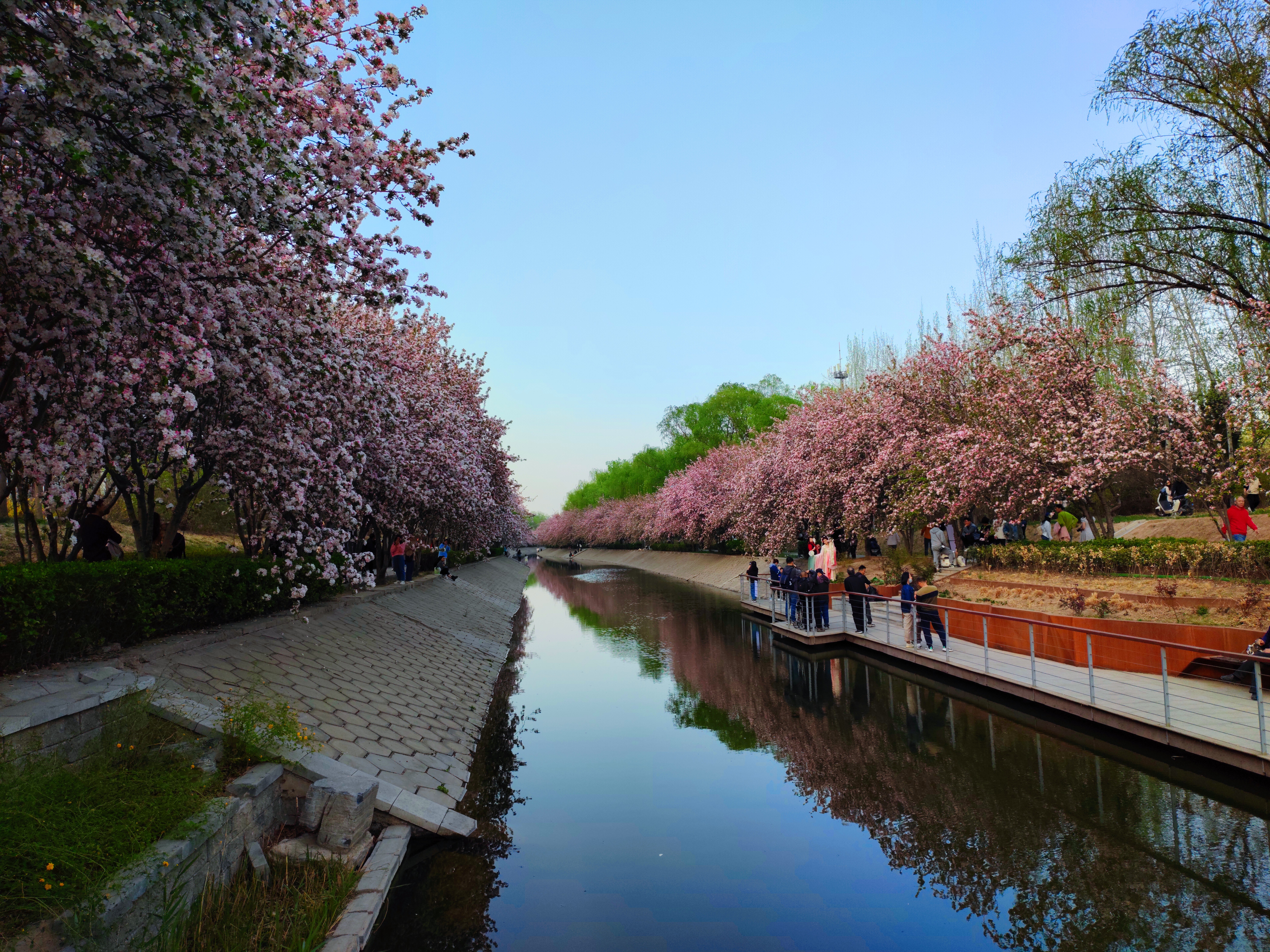
望京海棠花溪

### 区位
狭义的望京基本与望京街道办事处辖区重合；中义则将东湖街道办事处算入，就是一般所说由四环路、京承高速公路、五环路和首都机场高速公路等主干道所围绕的五边形和钻石形区域，这是现在最通用最常用的说法；广义还有人会把周边酒仙桥、太阳宫、来广营甚至东坝地区概括进来。
望京距首都国际机场和市中心（天安门）恰好均为约10公里，位居北京市自“十一五”以来规划建设的6大高端功能区的中心位置，可较为便利地抵达奥林匹克中心区、中关村、CBD、金融街、天竺和未来科技城等处，这种地域交通优势与下述产业、文化特色等结合在一起，使望京成为北京向“世界城市”迈进中新的名片与增长点。

### 自然环境
望京地区基本为平原地形，北部有北小河由西向东穿过，东部原有土丘，可能是明朝用于暸敌的“望京墩”，后来被开发所平。西侧和南侧跨望京内外有由十数个相接连串的公园以及绿地组成的北京市第一道绿化隔离带。

### 布局
按照初期望京的城市规划功能划分，以北小河为界，由南北两大部分组成。北小河南侧统称为“望京新城”，是以核心区公共设施为中心、以居住为主的综合区，这也是狭义“望京”的由来，北小河北侧为“望京科技产业园区”，后来形成东湖街道的主体。发展到今天，望京大致可分为四个各有侧重各具特色的区块，即“东商西住，南教北科”：
| 方位 | 归属              | 侧重                                                                       | 重要设施与机构                            | 标志建筑                          |
| ---- | ----------------- | -------------------------------------------------------------------------- | ----------------------------------------- | --------------------------------- |
| 北部 | 东湖街道          | 以高科技产业及研发为主，兼有居住、商服（家乐福等）等                       | 北京市第八十中学 北京市老年活动中心       | 摩托罗拉大厦 叶青大厦             |
| 南部 | 望京街道          | 聚集着一批以官办为主的科研文教机构                                         | 北京国际技术合作中心 北京国际邮件处理中心 | 西门子大厦 宜家家居               |
| 东部 | 望京街道 东湖街道 | 望京核心区，以办公、商服等大型公共设施为主，另有三个比邻而居的大型住宅区   | 望京中央公园 嫣然天使儿童医院             | 北京绿地中心 望京SOHO             |
| 西部 | 望京街道 东湖街道 | 四片区域中最大的，也是唯一没有电子城西区分布的。开发最早，以居住和休闲为主 | 北京市第九十四中学 望京花园               | 望京西园三区和四区 望京西交通枢纽 |

## 社会文化

### 历史
由历史上区域内的大、小望京村而得名。
从20世纪80年代中期起，大、小望京村以西的大部分村落如南湖、东湖、侯庄和西八间房等陆续被改造为花家地和望京新城等住宅区，初步奠定今天望京的空间格局。1997年望京新城一期入住时，开发商邀请200位韩国人试住。
世纪之交，地处规划核心区的小望京村开始改头换面为高档写字楼、商场和住宅等。2004年前后，摩托罗拉、北电网络和西门子等世界500强企业纷纷宣布在望京建立总部。2007年和2008年，高123米的西门子大厦和高140米的方恒国际中心先后竣工，密集刷新着望京的高度纪录。
2009年4月，作为北京市两个城乡一体化试点村之一，大望京村正式启动旧村改造工程，并创造了53天完成旧村民房腾退的“奇迹”。2009年12月，《大望京商务区控制性详细规划》获北京市政府批准，2011年，大望京商务区被列为朝阳区“十二五”期间重点建设的十大发展基地之一，定名为“大望京科技商务创新区”。

### 人口
望京地区常驻人口约30万，望京居民中演艺界、企业管理者、外企职工、律师、医生、记者、外国人较多，中产阶层比重较大，年龄呈年轻化趋势明显。

### 教育

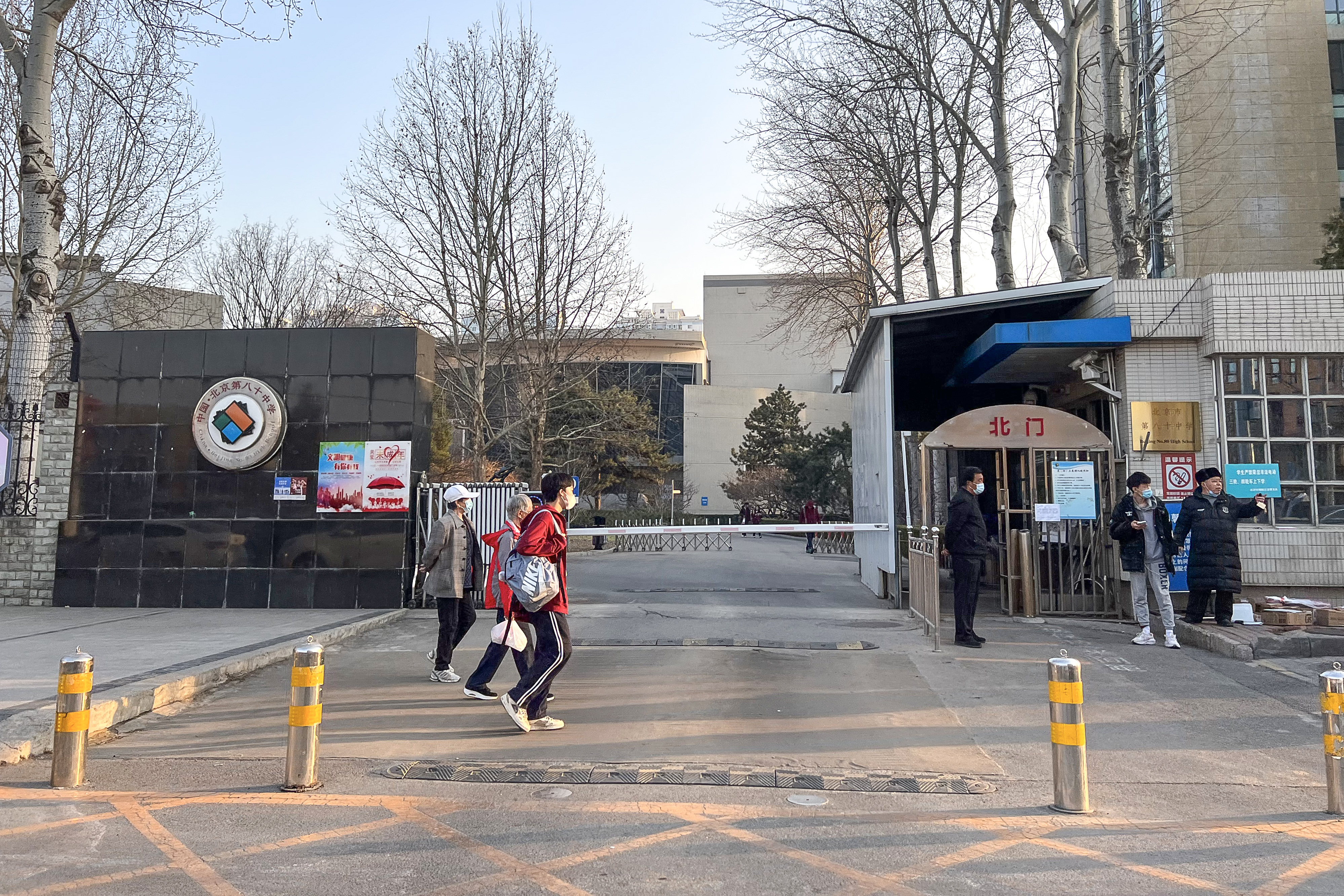
八十中望京校区

望京地区有小学、中学十余所，其中包括北京市第八十中学、北京市第九十四中学等北京市高中示范校。北京韓國國際學校则位于望京北部的东湖街道。
此外，中央美术学院等高校也坐落于此。

### 建筑

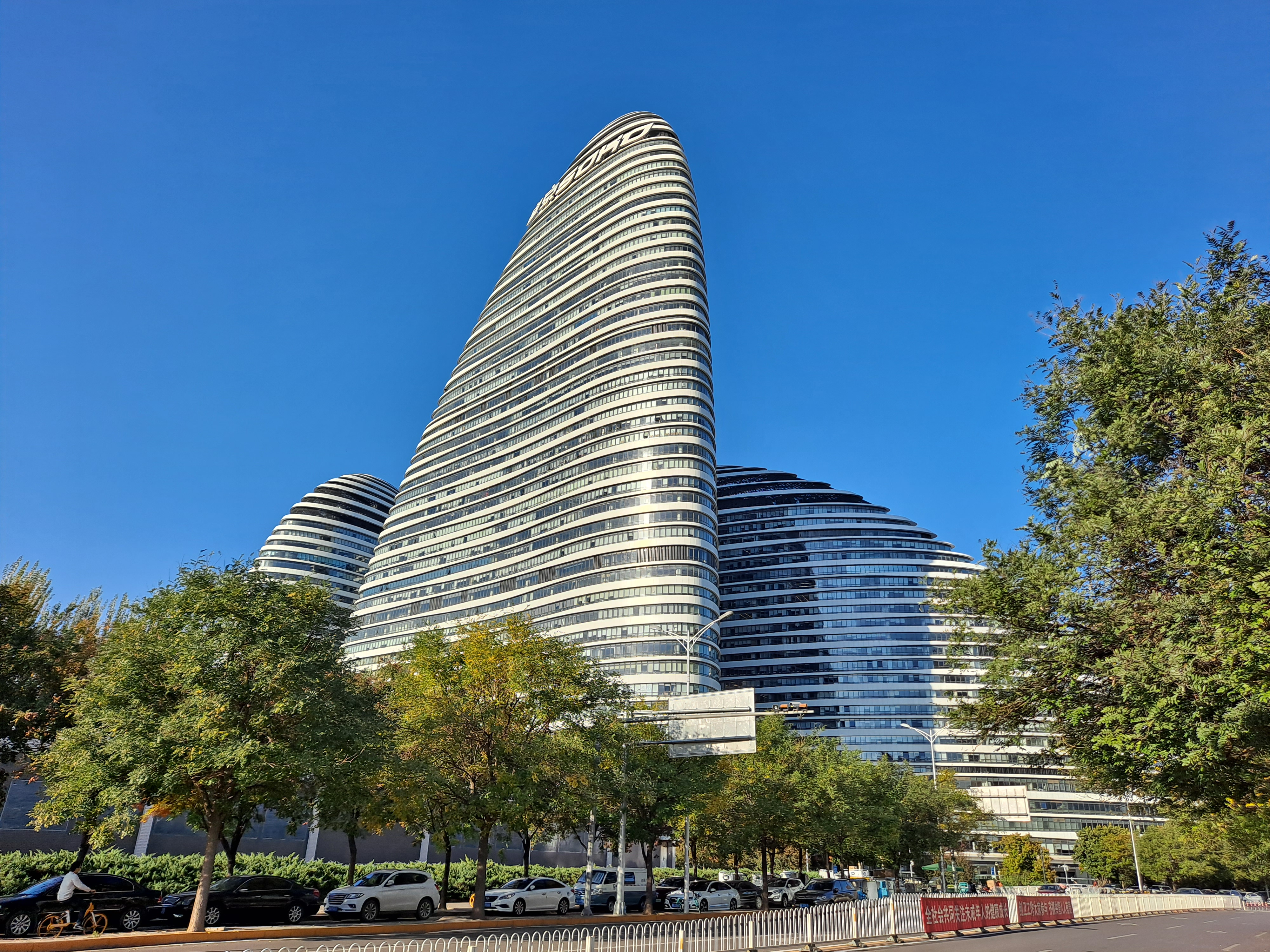
望京SOHO

近年若干建筑大师的设计作品陆续落成，使望京的天际线与城市景观渐趋清晰和完善，例如：
- 中央美术学院美术馆（矶崎新作品）
- 望京SOHO（扎哈·哈迪德作品 ）
- 北京绿地中心（SOM建筑设计事务所作品）
- 利星行广场二期（隈研吾作品）
- 昆泰嘉瑞中心（Aedas作品）

### 艺术
官方最高艺术学府中央美术学院及其周边的艺术家聚居区构成望京灵动的一面，并与和望京仅一路之隔的众多艺术村（如798艺术区）一起形成中国规模最大、最有影响力的艺术地带。

### 国际化

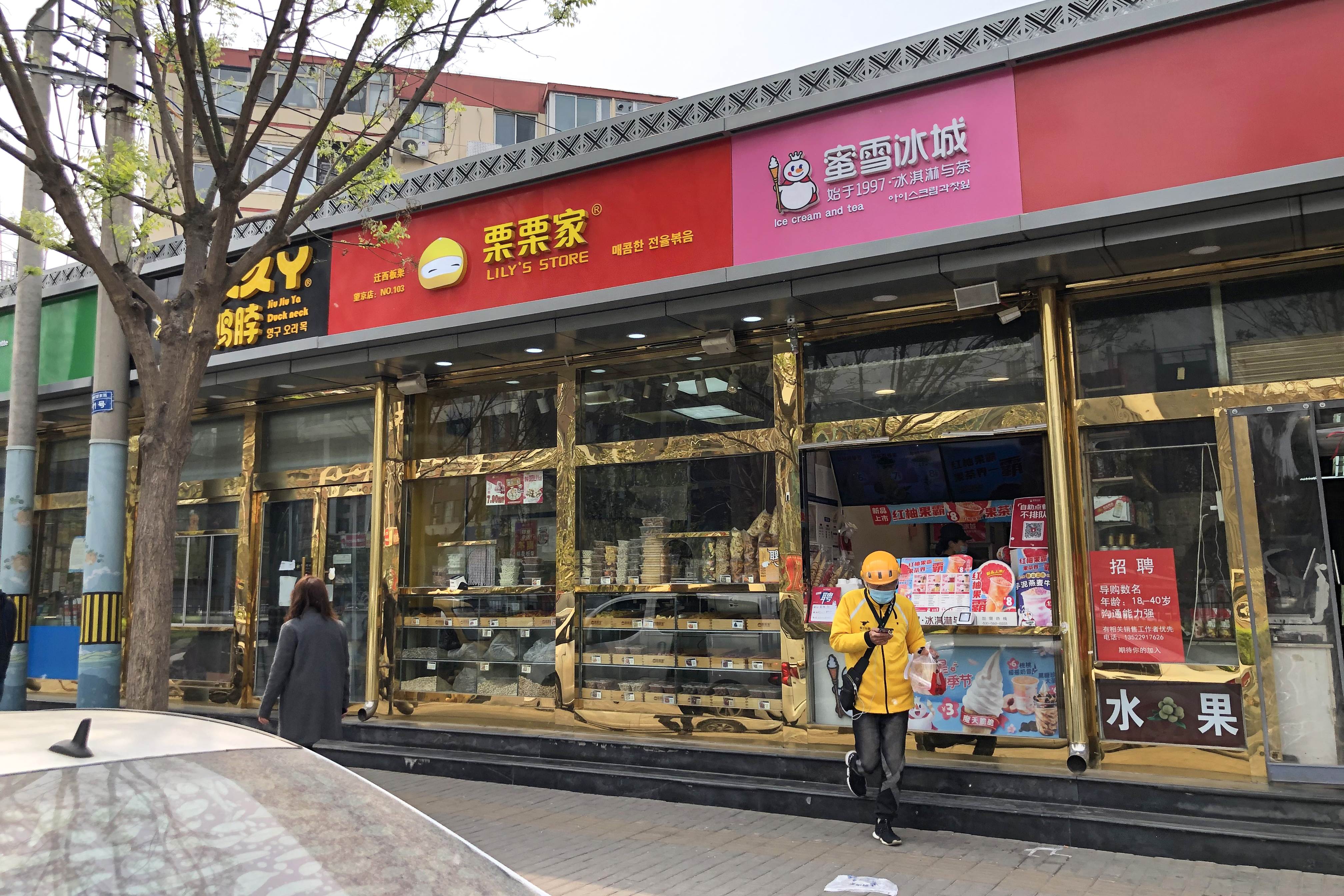
地铁阜通站周边的店铺采用中英韩三语招牌

侨居往来着许多异域人士，特别是1998年起大批韩国人选择定居于此（约3万），成为中国最具规模的韩侨社区甚至外侨社区。是北京咖啡馆分布数量最多最密集、品质相对较高的社区之一，每天清晨满街跑的各国际学校的校车也可视为一景。国际竹藤组织（INBAR）总部设在望京核心。

### 独立性
由于前期的房地产开发主要满足居住功能，因此曾有“睡城”雅号，但近年在产业与配套领域正在大幅快速地跟进和发展。以仍在建设完善中的核心区的商业娱乐设施为例，在长约3.5公里的“内环”两侧，分布有10家大型商业设施、6家大型超市和来自世界各国的美食。望京越来越象一个独立于北京之外的，有自身魅力和自给自足的城市。
也许因为如此，本地化生活活动非常丰富，居民（多为“移民”）的认同感和归属感强烈、社会责任感鲜明。望京网是代表之一，以它为平台由望京居民自发组织的双闪车队，在2012年7月北京特大暴雨肆虐的日夜里往来机场和市区之间无偿接送旅客。
文化的影响也体现在了食品上：多乐之日（Tous Les Jours）在望京的店面烘焙出售有“望京面包”；全聚德（望京店）曾开发有“望京烤鸭”，而该店现在有“望京生煎包”与“望京寻觅”两道以在地命名的特色菜肴。

## 经济

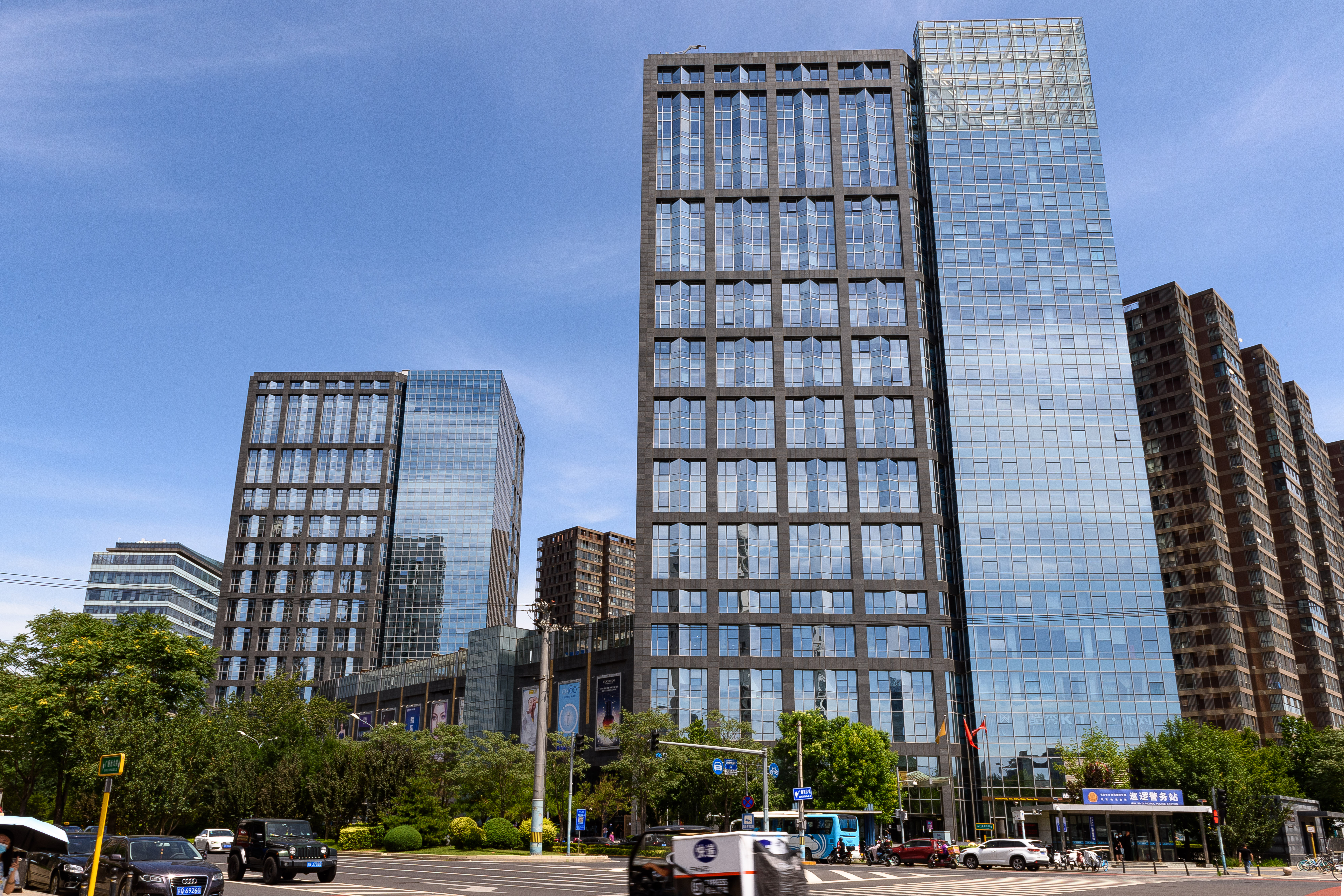
位于望京南站附近的东煌大厦，其8-10层为哔哩哔哩北京办公区，商业裙楼则为新世界百货望京店

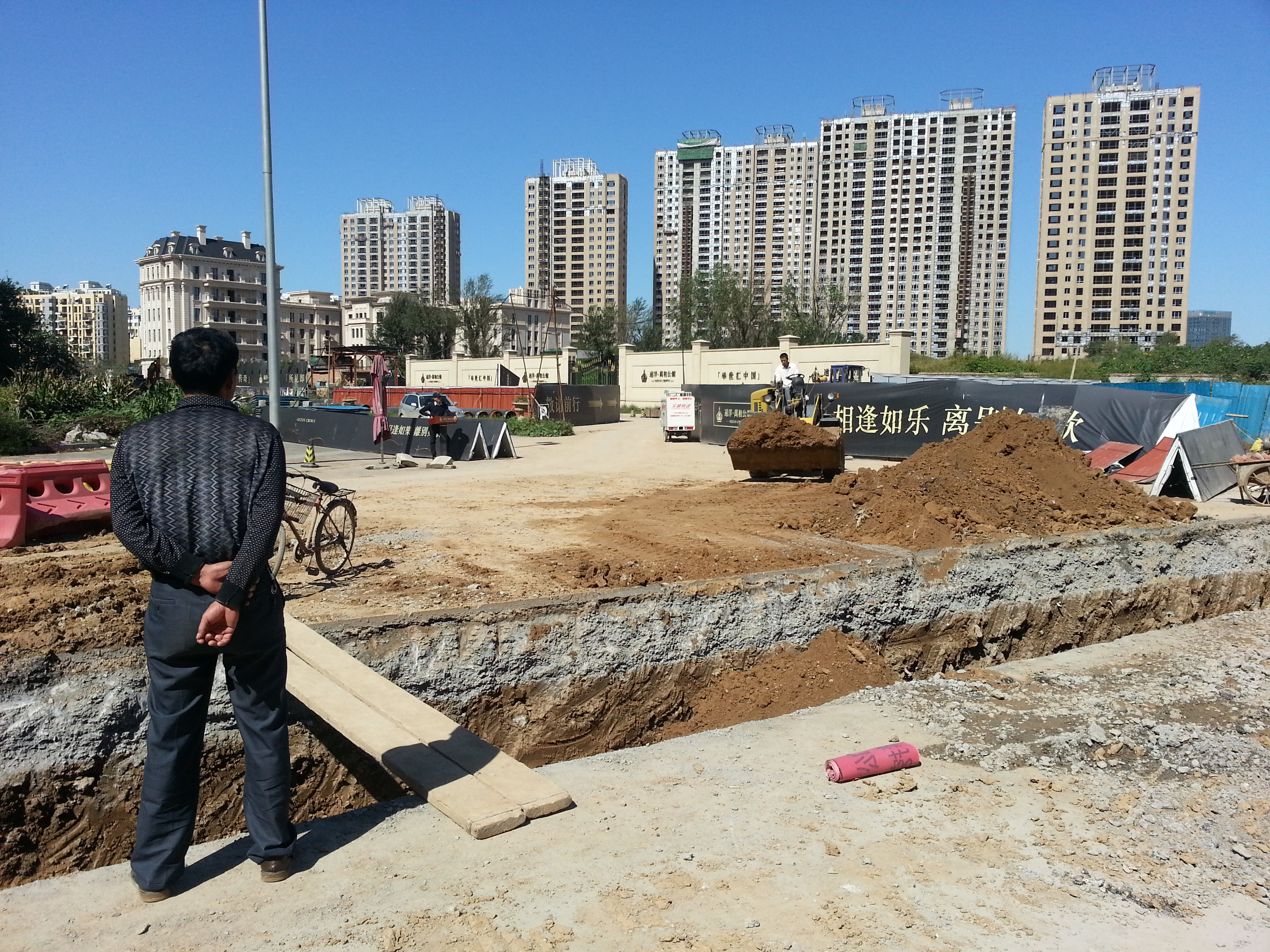
建设中的大望京商务区（2013年9月）

2024年的大望京商务区

### 高科技
产业聚集程度高，科技创新氛围浓。当年的“望京科技产业园区”如今已经扩展至望京的东部和南部并且统称为“电子城西区”，其目标和使命是建立中国的移动谷。2012年10月经国务院批准，包括大望京商务区在内的电子城西区被纳入中关村国家自主创新示范区。大望京商务区定位为“具有国际影响力的科技商务创新区和科技商务活动的聚集地“、“国际科技公司和现代服务业总部的聚集地”。

### 跨国公司

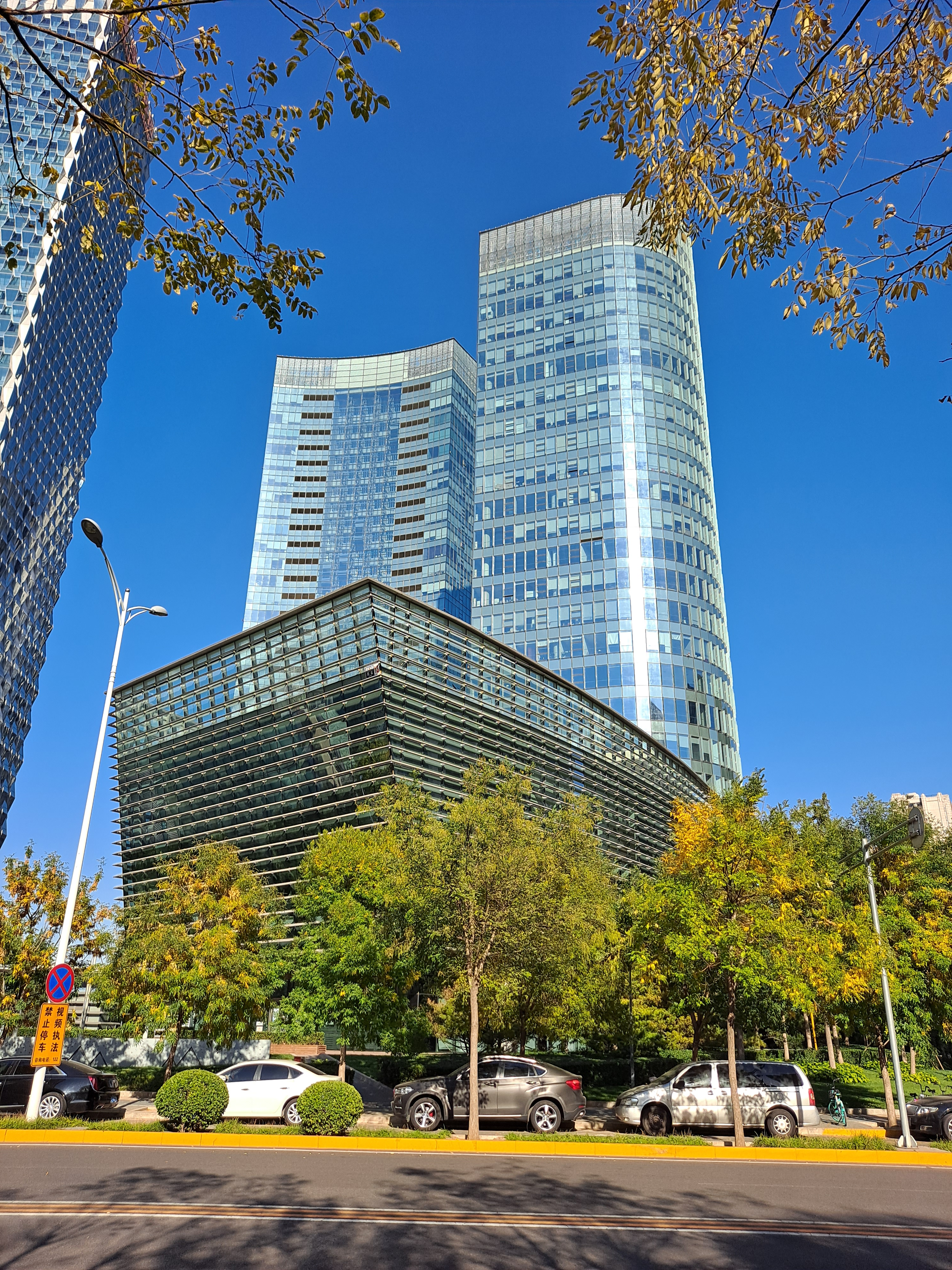
位于望京的浦项中心

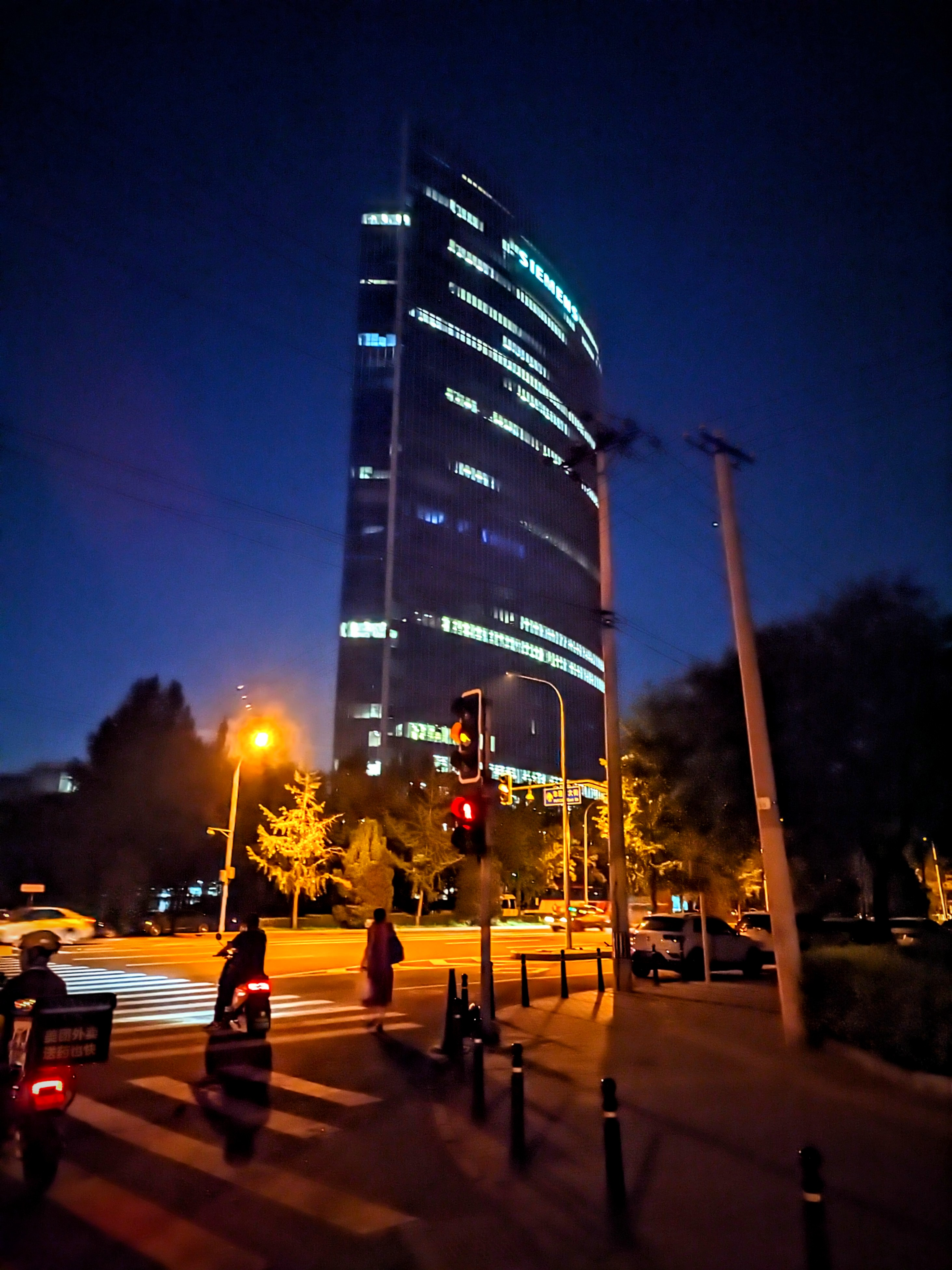
位于望京的西门子大厦

近年不断有跨国公司迁入望京，例如：
- 浦项钢铁中国总部
- 戴姆勒东北亚总部
- 雀巢大中华区总部
- 西门子中国总部
- 摩托罗拉移动技术中国总部
- 摩托罗拉系统中国总部
- 安捷伦科技中国总部
- 爱立信中国总部
- 微软中国总部
- 卡特彼勒中国总部
- 施耐德电气中国总部
- 索尼移动全球运营中心、全球研发中心

## 交通

### 交通枢纽
西侧正在建设“望京西交通枢纽”，是北京首批规划的13个交通枢纽之一，将为北京地铁13号线、15号线和17号线等提供换乘服务，同时承担通往顺义、怀柔、密云及中心城区等的公共汽车、出租车、自行车接驳换乘等功能。

### 内部交通
望京有很多和北京传统的正南正北体系不同的“倾斜”街道。其中，广顺南、北大街和阜通东、西大街构成望京交通的主干骨架，它们所围合的道路即“内环”，此外还有由宏泰西街、宏泰东街组成的“中环”和由望京西路、望京北路、望京东路组成的“外环”。与不易塞车的密集且宽阔雄伟的大道相对照，鲜见天桥和通道等过街设施，行人有所不便。

### 对外交通
现有地铁13号线、首都机场线经过边缘，14号线和15号线交于腹地。地铁总运营里程10公里。
由于被3条高速公路和1条曾经的高速公路完整地包围起来，所以从地面进出望京必须“过桥”或者“穿桥”，目前共计有14座桥（从最南端顺时针统计）：四元桥，四元西桥（有国家电网北京四元西桥电动汽车充电站），望京桥，望和桥，湖光桥（望京西交通枢纽设于此），北湖渠桥，来广营桥，广顺桥，广泽桥，五元北桥，五元桥，大山桥，南湖渠桥（有地铁14号线望京南站）和将台路桥。
首都机场曾有机场巴士望京线往返于望京和首都国际机场之间，单程票价18元/人，但后来因机场巴士线路减班而停运。北京大兴国际机场亦有晚23时后单向前往望京的机场大巴望京夜航线。
此外，由于望京距离首都机场较近，首都机场的出租车长期存在对往来望京乘客拒载的问题，因此要求首都机场线增设望京南站的呼声不断。2021年，北京市发展和改革委员会已印发《关于启动轨道交通首都机场线增设望京南站、轨道交通6号线南延等2个项目前期工作的复函》。2024年6月，首都机场线增设望京南站工程设计的招标公告发布。

## 公益

西门子公司的会议室里，望京街道办事处、望京网和西门子联合举办的绿地图公益活动正进行

望京内拥有各类型的公益组织机构，例如中国青少年发展基金会总部、百年职校（中国第一所全免费公益职业学校）和嫣然天使儿童医院（中国第一间民办非营利儿童综合医院）等。